# Naumannite
Ne pas confondre avec le rutile TiO2, dont naumannite est un synonyme désuet
La naumannite est une espèce minérale, séléniure d'argent de formule Ag2Se décrite par Wilhelm Karl Ritter von Haidinger et nommée par ce dernier en 1845 en l'honneur du géologue allemand Karl Friedrich Naumann.
La première description date de 1828 et a été faite par Gustav Rose.

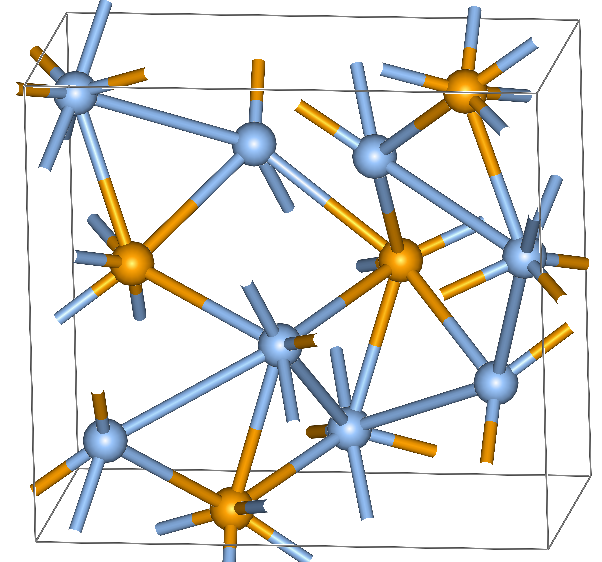
.